# Casa Corbellini-Wassermann
Casa Corbellini-Wassermann è un edificio per abitazioni eretto in Viale Lombardia n. 17 nel quartiere di Città Studi di Milano tra il 1934 e il 1936. L'edificio fu commissionato dalla SAIR Società Anonima Immobiliare Rinaldo come abitazione privata per le famiglie Corbellini e dell'imprenditore farmaceutico tedesco August von Wassermann. Architetto fu Piero Portaluppi (1888-1967) già all'apice della carriera.

## Descrizione
La facciata è in marmo di Ornavasso grigio e rosa. Dal lato giardino è posta una scala elicoidale in blocchi di marmo che faceva parte della Casa del Sabato degli sposi che era stata esposta alla V Triennale di Milano (1933) progettata dallo stesso Portaluppi in collaborazione con lo studio BBPR.
L'appartamento al primo piano, inizialmente destinato all' abitazione padronale, è caratterizzato da un ricco utilizzo di marmi pregiati: verde di Alpi Cesana, verde di Issorie, verde Roja, bianco di Carrara, rosso di Levanto (tonalità marrone scuro), rosso dell'Amiata (tonalità arancio).
Nel 2019 è stato portato a termine un radicale restauro, con valorizzazione delle strutture originarie ed è sede degli spazi espositivi della galleria d'arte di Massimo de Carlo. La prima mostra, dal titolo MCMXXXIV espone soprattutto opere d'arte degli anni Trenta.